# 皮坎 (喬治亞州)
皮坎（英語：Pecan）是位於美國喬治亞州克萊縣的一個非建制地區。該地的面積和人口皆未知。

## 地理
皮坎的座標為31°38′27″N 84°59′32″W / 31.64083°N 84.99222°W，而該地的平均海拔高度為62米（即203英尺）。